# Marie Hjelmer
Fanny Marie Annette Hjelmer, født Raaschou (20. april 1869 i Bjerring Sogn – 5. januar 1937 i Ringsted) var en dansk kvindesagsforkæmper og politiker. I 1918 blev hun en af de 5 første kvinder indvalgt i Landstinget.
Marie Hjelmer var datter af sognepræst Niels Peter Raaschou (1823-1890) og Fanny Eline Annette født Grundtvig (1841-1879). Hun tilbragte sin barndom i præstegårde nær Bjerringbro og senere i Espe på Fyn. Moderen døde, da Marie var ti år gammel, hvorfor hun som den ældste i børneflokken måtte tage sig af sine mindre søskende. Faderen blev atter gift.
Hun uddannede sig som privatlærerinde fra Marie Kruses Skole 1889 og studerede derefter fransk i Paris 1894. Hjemvendt til Danmark blev hun ansat som privatlærerinde i en apotekerfamilie i Præstø. 24. januar 1898 ægtede hun den stedlige by- og herredsfuldmægtig Carl Henrik Christensen (1866-1940, navneforandring til Hjelmer 1903) og stoppede sin lærerindegerning. Hun hjalp manden på kæmnerkontoret, der fandtes i ægteparrets hjem på Torvet i Præstø, og fik tre børn. Arbejdet gav Hjelmer indblik i den offentlige administration og stimulerede hendes politiske interesse.
I 1907 mødte hun den radikale Elna Munch, der var frontfigur i kampen for kvinders valgret i Landsforbundet for Kvinders Valgret, og selvom Hjelmer ikke følte sig parat til politisk virke, blev hun ikke desto mindre leder af lokalafdelingen af landsforbundet. Præstø Kvindevalgretsforening blev en af de mest aktive af disse foreninger. Fra dette år og indtil 1915, hvor målet blev nået, sad Marie Hjelmer i hovedbestyrelsen. Hun blev samtidig en af Munchs faste støtter i Det radikale Venstre og stillede ved det første kommunalvalg, hvor kvinder kunne deltage, i 1909 op til Præstø Byråd og blev valgt. Hun sad i byrådet indtil 1919, hvor ægteparret Hjelmer forlod byen, idet manden var blevet politimester i Ringsted. I hendes årti som kommunalpolitiker tog hun initiativ til oprettelsen af et kommunalt folkebibliotek og fik sæde i fattigudvalget, alderdomsudvalget og skolekommissionen.
1915 trådte Hjelmer ind i Dansk Kvindesamfund og stiftede afdelingen i Ringsted 1922. 1925 blev hun medlem af hovedstyrelsen og var landsformand 1931-36. Som landsformand i en svær brydningstid lykkedes det hende at fastholde organisationen som en tværpolitisk platform.
Af sit parti blev hun opstillet til Landstinget i 1918 og blev valgt som det eneste kvindelige radikale medlem af dette ting ved det første valg, hvor kvinder kunne deltage. Her sad hun indtil sin udtræden i 1936. Hun sad i Det radikale Venstres hovedstyrelse.
På Rigsdagen blev hun sit partis ordfører ved behandlingen af en række vigtige ligestillingslove, bl.a. lovene om ligeløn i det offentlige 1919 og lige adgang til tjenestemandsstillinger 1921. Med sine fingeraftryk på ægteskabslovene af 1922 og 1925 tilstræbte hun ligeberettigelsen mellem ægtefæller, når det gjaldt børn og ejendom. Hjelmers indsats i værgerådsloven af 1922 og loven om tilsyn med børn af 1923 angik børns vilkår. Modsat nogle af sine kampfæller støttede hun bestemmelsen om tilsyn med børn af enlige mødre ud fra hensynet til børnenes tarv. Hun lagde også mange kræfter i reguleringen af børnearbejde og kæmpede i mange år en forgæves kamp for Danmarks tilslutning til internationale konventioner om børnearbejde.
Hendes antimilitaristiske sindelag kom til udtryk, da hun i 1927 talte for dansk afrustning, og hun fik iværksat øget kontrol med produktion og eksport af våben som sit partis ordfører ved revisionen af våbenlovgivningen 1928-29 og 1934. Hun gav fredssagen sin opmærksomhed og var involveret i Kvindernes Internationale Liga for Fred og Frihed.
En anden af hendes mærkesager var arbejdet for, at kvinder kunne blive præster. Dette mål oplevede hun ikke opfyldt i sin levetid.
Hun var stærkt optaget af øget internationalt samarbejde og lovgivning og i 1919 havde hun deltaget i den danske delegation til den internationale arbejdsorganisation ILOs første konference i Washington D.C. Denne internationale orientering fik hende ofte til at rette kritik mod Venstres og Det konservative Folkepartis nationalt betonede politiske programmer.
Hjelmer var medlem af den 1932 nedsatte Svangerskabskommission. På skoleområdet mente hun, at der var behov for større inddragelse af forældrene i skolens arbejde. Disse tanker udmøntede sig i Seminarieloven af 1930 og Skoletilsynsloven af 1933. På det kulturelle område var hun en utvetydig fortaler for statsstøtte til fx folkebiblioteker og Det Kgl. Teater.
I 1936 trak hun sig tilbage fra sine hverv på grund af sygdom og døde året efter.